# 鯵ヶ沢地区消防事務組合
鯵ヶ沢地区消防事務組合（あじがさわちくしょうぼうじむくみあい）は、青森県西津軽郡鯵ヶ沢町、深浦町の2町で構成する一部事務組合（消防組合）。鯵ヶ沢町に消防本部を置く。

## 管内の現況
管内の人口 - 17,879人
- 鯵ヶ沢町 - 9,810人
- 深浦町 - 8,069人

2019年（令和元年）9月1日
管内の世帯数 - 8,356世帯
- 鯵ヶ沢町 - 4,612世帯
- 深浦町 - 3,744世帯

2019年（令和元年）9月1日
管内の面積 - 831.98 km2
- 鯵ヶ沢町 - 343.08 km2
- 深浦町 - 488.90 km2

2019年（令和元年）7月1日現在 

## 沿革
【出典】 
- 1967年（昭和42年）4月1日 - 鯵ヶ沢消防本部が発足する。
- 1972年（昭和47年）8月1日 - 鯵ヶ沢町、深浦町、岩崎村の2町1村で構成する鯵ヶ沢地区消防事務組合が発足する。
- 2005年（平成17年）3月31日 - 深浦町と岩崎村が合併し、構成自治体が鯵ヶ沢町と深浦町の2町となる。
- 2017年（平成29年）4月1日 - 消防本部・鯵ヶ沢消防署新庁舎にて業務運用を開始する。

## 組織
- 消防長（消防司令長）
  - 消防次長
    - 総務班
    - 消防班
    - 鯵ヶ沢消防署
    - 深浦消防署
      - 岩崎分署

2017年（平成29年）4月1日現在 